# Kvillebäcken

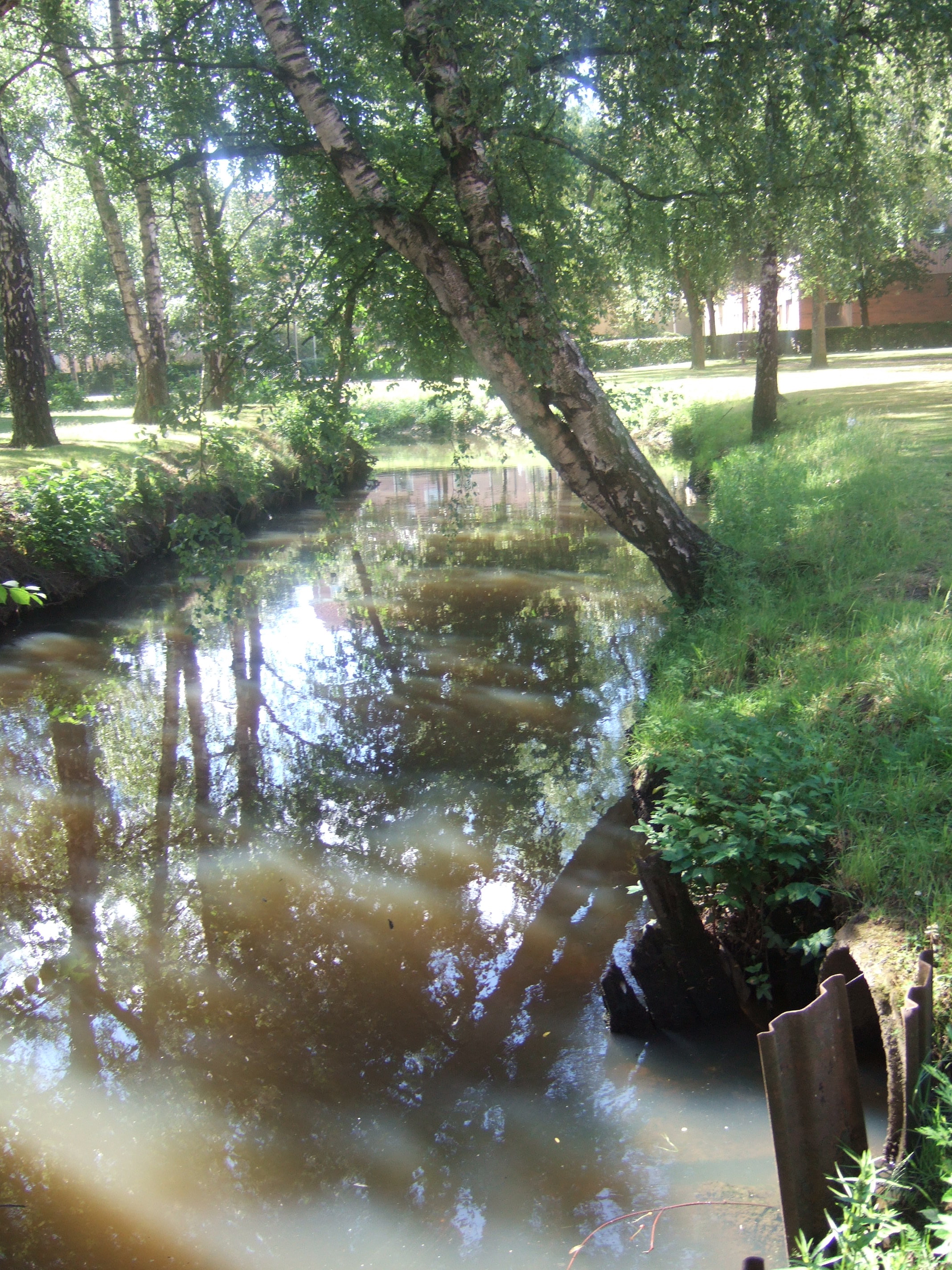
Kvillebäcken på Hisingen, sommaren 2007.

Kvillebäcken är en stadsdel, med stadsdelsnummer 38, och ett primärområde i stadsområde Hisingen på Hisingen i Göteborgs kommun. Stadsdelen har en areal på 80 hektar.

## Historia och geografi
Stadsdelen var fram till 1906 en del av Lundby socken, som inkorporerades i Göteborg 1906. Den började bebyggas på 1920-talet och från 1940-talet skedde större uppföranden av bostadsområden.
Namnet kommer av vattendraget Kvillebäcken, som tillsammans med Kvillen är ett exempel på en bifurkation. Från en punkt nordöst om Tuve kyrka rinner vatten åt två håll: Kvillen rinner åt norr till Nordre älv och Kvillebäcken rinner åt söder till Göta älv. Kvillebäcken är numera uppdämd mellan Tuve och Skogome, där två fågelsjöar har skapats. Bäckens södra del var tidigare gräns mellan Sverige i väster (Tuve socken i Västergötland) och Norge i öster (Backa socken i Bohuslän). Under 1850-talet skapades den 800 meter långa Kvillebäckskanalen vid bäckens södra utlopp i samband med omfattande muddringsarbeten.

## Etymologi
Förleden Kville- uppträder första gången 1554 med namnformen Kuillenn, därefter Qwilla 1655, Quillen 1757 och slutligen Kvillen 1833. Betydelsen är "sidoutgrening av bäck eller å", "ställe där mindre å rinner in i en större" och skulle kunna syfta på Trätebäckens inflöde i Kvillebäcken alternativt Kvillebäckens utlopp i Göta älv. Gårdsnamnet Kvillebäcken (under säteriet Holm) förekommer tidigast 1717, då med innehavare länsman Erich Olufsson.

## Natur
Den rödlistade växtarten knölnate, som är starkt hotad, finns i Kvillebäcken, vilket är den enda kvarstående växtlokalen för knölnate i Sverige. Den är dock även utplanterad i Lärjeån samt i Skåne. Tuveraset, det stora lerskredet 1977, bildade en fördämning, så att Kvillebäcken steg till en grund sjö mellan Tuve och Skogome; den är nu en fin fågellokal.
Vassområdet öster om Kvillebäckens utmynnande i Göta älv och väster om Tingstad kallades Qville mosse före torrläggningarna.

## Bebyggelse
Kvillebäcken är i huvudsak bebyggt med flerbostadshus men omfattar också villaområden i anslutning till Gamla Björlandavägen. Sedan vintern 2010/2011 har en ny stadsdel byggts som omfattar cirka 2 000 lägenheter och ett trettiotal affärslokaler i Kvillebäcken, som tillsammans med Kville saluhall vid Vågmästareplatsen utgör en del av centrala Hisingen. Detta görs som en del av en förnyelse av Backaplansområdet.
Göteborgs stads bostadsaktiebolag byggde 160 lägenheter i Kvillebäcken under åren 1959-1960.

## Nyckeltal

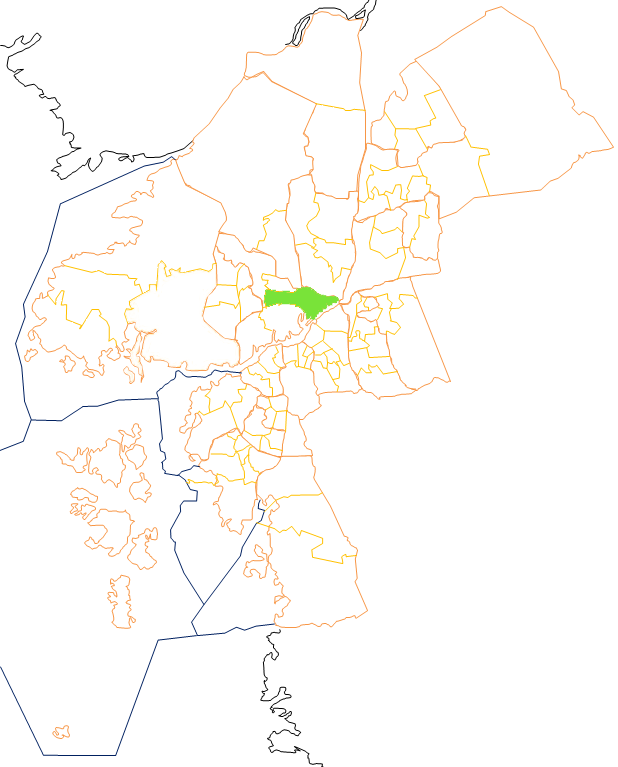
Kvillebäcken

Nyckeltalen redovisar statistik som beskriver Göteborg och dess 96 delområden, primärområden, per den 31 december och kan användas för att jämföra de olika områdena. Nedan redovisas uppgifter för primärområdet och jämförelse görs mot uppgifterna för hela kommunen.
|                                                           | Kvillebäcken | Hela Göteborg |
| --------------------------------------------------------- | ------------ | ------------- |
| Folkmängd                                                 | 13 358       | 587 549       |
| Befolkningsförändring 2020–2021                           | -219         | +4 493        |
| Andel födda i utlandet                                    | 36,0 %       | 28,3 %        |
| Andel utrikes födda eller med två utrikes födda föräldrar | 47,5 %       | 38,1 %        |
| Medelinkomst                                              | 304 500 kr   | 332 400 kr    |
| Arbetslöshet                                              | 6,3 %        | 6,6 %         |
| Antal ersatta dagar från F-kassan per person (16-64 år)   | 17,9         | 19,5          |
| Andel med eftergymnasial utbildning (minst 3 år)          | 39,9 %       | 37,9 %        |
| Andel bostäder byggda 1941–1950                           | 29,4 %       |               |
| Andel bostäder i allmännyttan                             | 14,5 %       | 25,9 %        |
| Antal färdigställda bostäder 2021                         | 0            |               |
| Andel bostäder i småhus                                   | 7,1 %        | 18,3 %        |

## Stadsområdes- och stadsdelsnämndstillhörighet
Primärområdet tillhörde fram till årsskiftet 2020/2021 stadsdelsnämndsområdet Lundby och ingår sedan den 1 januari 2021 i stadsområde Hisingen.